# Пліщук Ярослав Іванович
Ярослав Іванович Пліщук (12 березня 1963, Біла, Тернопільська область, УРСР — 9 вересня 1984, Афґаністан) — український військовик. Кавалер ордена Червоної зірки (посмертно).

## Життєпис
Працював монтажником на одеському заводі «Більшовик». Від 24 вересня 1982 — у збройних силах СРСР; в Республіці Афґаністан — від січня 1983; розвідник; загинув у бою.
Похований у родинному селі.

## Вшанування пам'яті
Його іменем названа одна з вулиць у родинному селі.